# George Sigerson
George Sigerson (11 janvier 1836 - 17 février 1925) est un médecin, scientifique, écrivain, homme politique et poète irlandais. Il est une figure de proue du renouveau littéraire irlandais de la fin du XIXe siècle en Irlande.

## Médecin et scientifique
Sigerson est né à Holy Hill, près de Strabane dans le comté de Tyrone, fils de William et Nancy (née Neilson) Sigerson. Il a trois frères James, John et William, et trois sœurs, Ellen, Jane et Mary Ann. Il fréquente la Letterkenny Academy mais est envoyé par son père, William, qui développe le moulin à bêche et qui joue un rôle actif dans le développement d'Artigarvan, pour compléter ses études en France.
Il étudie la médecine au Queen's College de Galway et au Queen's College de Cork et obtient son diplôme en 1859. Il se rend ensuite à Paris où il étudie quelque temps avec Charcot et Duchenne à la Salpêtrière ; avec comme condisciple Sigmund Freud. Sigerson publie des traductions des conférences cliniques de Charcot en 1877 et 1881.
Il retourne en Irlande et ouvre un cabinet à Dublin, se spécialisant comme neurologue. Il continue à venir en France chaque année pour étudier avec Charcot. Il a comme patients Maud Gonne, Austin Clarke et Nora Barnacle. Il enseigne la médecine à l'Université catholique d'Irlande. Il est professeur de zoologie et plus tard de botanique à l'University College de Dublin.

## Nationaliste culturel
Pendant ses études, il apprend l'irlandais et fait la connaissance de Charles Kickham (en) et de John O'Leary.
Son premier livre, The Poets and Poetry of Munster, paraît en 1860. Il est activement impliqué dans le journalisme politique pendant de nombreuses années, écrivant pour The Nation . Sigerson et sa femme Hester font alors partie des figures dominantes du renouveau gaélique. Ils tiennent fréquemment des salons du dimanche soir dans leur maison de Dublin, n ° 3 Clare St, auxquels assistent des artistes, des intellectuels et des rebelles, notamment O'Leary, Yeats, Patrick Pearse, Roger Casement et le rebelle de 1916, Thomas MacDonagh. Sigerson est cofondateur du Feis Ceoil et président de la National Literary Society de 1893 jusqu'à sa mort. Sa fille, Dora, est une poétesse également impliquée dans le renouveau littéraire irlandais.
Nommé pour un mandat de douze ans au premier Sénat de l'État libre d'Irlande, Sigerson en est brièvement le premier président les 11 et 12 décembre 1922 avant l'élection de Lord Glenavy . Le 18 février 1925, au lendemain de sa mort, le Sénat lui rend hommage.

## Supporter du GAA
La Coupe Sigerson, la première division de la compétition de Football gaélique de troisième niveau en Irlande, est nommée en son honneur. Sigerson fait don du salaire de son poste à l'UCD afin qu'un trophée puisse être acheté pour la compétition. En 2009, il est nommé dans la liste du Sunday Tribune des "125 personnes les plus influentes de l'histoire de GAA". La coupe est utilisée pour la première fois en 1911, les premiers gagnants étant UCD.

## Décès

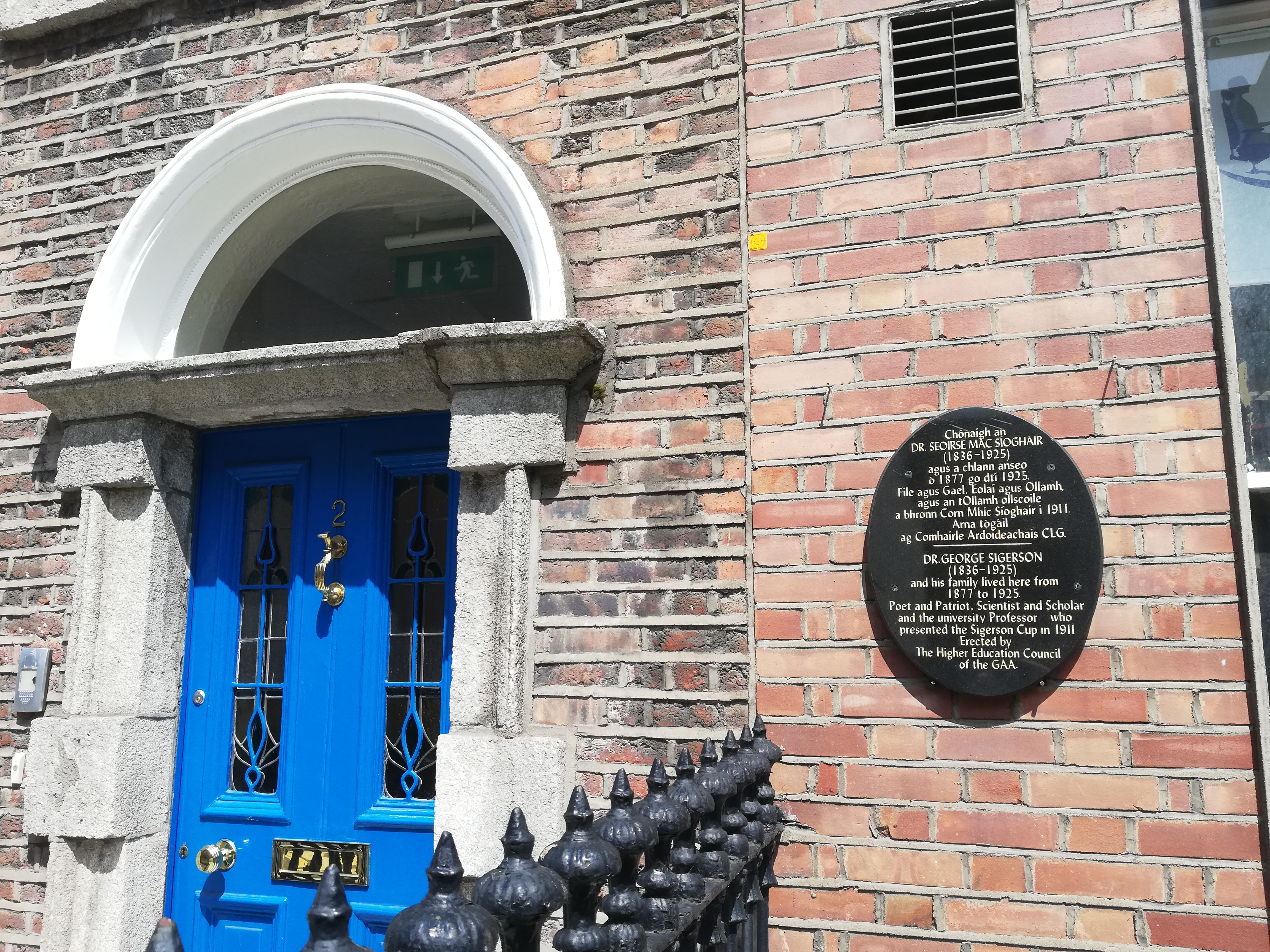
Plaque commémorative à la maison de Sigerson.

George Sigerson est décédé à son domicile du 3 Clare Street, Dublin, le 17 février 1925, à l'âge de 89 ans, après une courte maladie. Il a épousé Hester Varian, à la St. Mary's Pro-Cathedral, Marlborough Street, Dublin, le 1er décembre 1861. Elle a publié des poèmes et des nouvelles dans diverses revues et écrit un roman A Ruined Race (1889, Ward & Downey). Elle est décédée en 1898. Le couple a quatre enfants. L'un d'eux, William, est décédé avant ses deux parents; deux autres (George Patrick et la poétesse et sculptrice Dora Maria) meurent avant leur père. Un seul des enfants de George et Hester Sigerson, Hester Sigerson Piatt, également écrivaine, comme ses parents et sa sœur, leur a survécu à tous les deux,.